# Ruhollah Khomeini
Ruhollah Musavi Khomeini (Perzisch: آیت‌الله روح‌الله خمینی) (Khomein, 24 september 1902 – Teheran, 3 juni 1989) was een Iraans ayatollah en de leider van de Iraanse Revolutie in 1979. Van 1979 tot 1989 was hij aan de macht in Iran en vormde het land om naar een streng religieus-fundamentalistische staat.

## Jeugd en jonge jaren
De vader van de jonge Ruhollah, een vooraanstaand sjiitisch geestelijke, werd in 1903 vermoord door vrienden van een door hem ter dood veroordeelde man. Zijn tante voedde Ruhollah daarna op. Vanaf 1912 volgde hij islamitisch onderwijs aan een islamitische school voor lager onderwijs. Hij studeerde daarna aan een islamitische hogeschool in Arak. Sinds 1922 studeerde hij filosofie, ethiek en islamitisch recht aan de hogeschool in de sjiitische heilige stad Qom. In 1926 promoveerde hij in alle vakken en werd sjiitisch geestelijke. In 1927 trouwde hij. Hij had 5 kinderen.

## Kritiek op het regime van de sjah

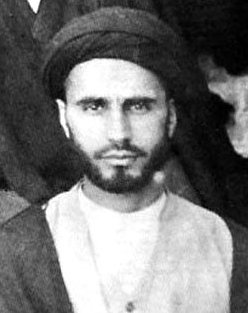
Een jonge Ruhollah Khomeini

Vanaf de jaren dertig was hij een fel bestrijder van het seculiere beleid van sjah Reza Pahlavi. In 1941 schreef Khomeini het boek De Onthulling der Geheimen, gericht tegen het regime van sjah Reza. In 1945 kreeg Khomeini de titel hojjat al-islam, de op-een-na hoogste sjiitische rang.
In 1949 werd Khomeini als docent aan de Universiteit van Qom ontslagen wegens zijn aanhoudende kritiek op de nieuwe sjah, Mohammed Reza Pahlavi. Ondanks zijn ontslag bleef Khomeini zich tegen het regime van de sjah verzetten en vanaf de jaren vijftig (de tijd van de door de CIA geleide coup tegen Mohammad Mossadeq) bekritiseerde hij de Amerikaanse invloeden die volgens hem in Iran aanwezig waren.

## Ayatollah
In 1961 kreeg Khomeini de titel van ayatollah, waarmee hij de hoogste geestelijke rang binnen het sjiisme verwierf.
In 1963 startte sjah Mohammad Reza Pahlavi de zogenaamde Witte Revolutie. Een van de belangrijkste punten van de Witte Revolutie was de herverdeling van de grond, waarbij ook veel grond van de geestelijkheid werd onteigend. Samen met de grootgrondbezitters keerde de geestelijkheid zich tegen de hervormingen van de sjah. In 1963 werd Khomeini wegens zijn anti-regeringsactiviteiten gearresteerd en voor tien maanden opgesloten. Na zijn vrijlating leefde hij achtereenvolgens in Turkije (1964), in Irak (1964-1978) en in Frankrijk (een deel van 1978 en 1979). Vanuit de heilige stad Najaf in Irak bestookte Khomeini in woord en geschrift het regime van de sjah en de Amerikaanse invloed die volgens hem ook in Irak aanwezig was.

## Islamitische Revolutie

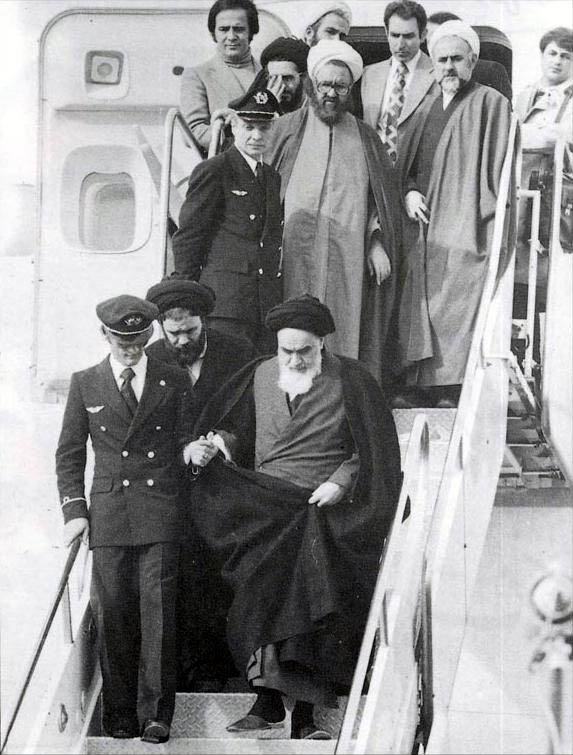
De terugkeer van Khomeini uit Parijs (Teheran, 1 februari 1979). Khomeini wordt door de piloot van het Air France-toestel de trap af geholpen.

In 1975 sloten Iran en Irak een verdrag waarin werd geregeld dat beide landen elkaar niet meer dwars zouden liggen. De activiteiten van Khomeini werden door de Iraakse president Bakr aan banden gelegd.
Khomeini riep zijn volgelingen vanuit Najaf op te rebelleren tegen het regime en verklaarde dat de monarchie had afgedaan en men moest streven naar een islamitische republiek. In 1978 werd Khomeini Irak uitgezet; hij vestigde zich in Parijs.
In 1977 nam de rebellie tegen het regime van de sjah sterk toe. In 1978 werd duidelijk dat het regime zich in zijn nadagen bevond. Op 16 januari 1979 vertrok de sjah 'tijdelijk' naar het buitenland en droeg de regering over aan de leider van het Nationaal Front, Shapour Bakhtiar.
Ayatollah Khomeini kwam op 1 februari terug uit Parijs. Op de luchthaven werd hij reeds toegejuicht door het luchthavenpersoneel en drie miljoen Iraniërs waren naar Teheran gekomen om hem te zien. Khomeini werd de leider van de revolutie. Hij zette premier Bakthiar af en benoemde een voorlopige regering met de ingenieur Mehdi Bazargan als premier.

## Islamitische Republiek
Op 30 maart hield de voorlopige regering een referendum, waarin de bevolking zich kon uitspreken vóór een seculiere staat, of vóór de instelling van de islamitische republiek. Met een overweldigende meerderheid stemde het volk vóór de instelling van de islamitische republiek en op 1 april 1979 werd de Islamitische Republiek Iran uitgeroepen. In 1980 werd Abolhassan Bani Sadr tot president gekozen van de republiek en ayatollah Khomeini werd hoogste leider van Iran en de grondwet werd door hem herschreven. Sindsdien geldt in Iran het door Khomeini geïntroduceerde principe van velajat-e fakih, ofwel de 'voogdij van de rechtsgeleerde'. Hiermee werd bepaald dat de geestelijk leider over alle politieke kwesties beslist. Andersdenkenden zoals de bahai, waar hij een grootse politieke samenzwering achter vermoedde en mensen die jaren tevoren al christen waren geworden, homoseksuelen en anderen waren hun leven niet meer zeker. Khomeini werd in het westen ook vaak bekritiseerd vanwege zijn antisemitische uitlatingen. In 1988 gaf Khomeini bevel tot de massa-executie van politieke gevangenen in Iran.

## Irak-Iranoorlog
Sinds 1980 was Iran verwikkeld in een oorlog met Irak. Bevreesd voor het overwaaien van de revolutionaire ideeën uit Iran naar het in meerderheid sjiitische Irak besloot de seculier-islamitische Iraakse president Saddam Hoessein in 1980 Iran binnen te vallen. Saddam verwachtte een snelle overwinning, vanwege de chaotische situatie in Iran en het internationale isolement (in Teheran werden toen Amerikaanse diplomaten in gijzeling gehouden in hun eigen ambassade).
De Arabische buurlanden en het Westen zaten in een lastig parket; iedereen wist dat Irak deze oorlog begonnen was, maar een verpletterende overwinning van het revolutionaire Iran was voor hen een nachtmerriescenario. Zij zagen geen andere oplossing dan Irak te steunen, totdat in 1988 een wapenstilstand werd gesloten, waarbij de grenzen ongewijzigd bleven. Khomeini zei het tekenen van dit verdrag te ervaren als het drinken van een gifbeker.

## Overlijden
In juni 1989 overleed Khomeini - vlak daarvoor had hij nog een fatwa uitgesproken tegen de schrijver Salman Rushdie, waarin hij opriep om Rushdie te doden, omdat hij een boek had geschreven (de Duivelsverzen) dat door Khomeini als belediging van de profeet Mohammed werd opgevat. Vanaf dit moment moest Rushdie met beveiliging leven. Oorspronkelijk werd ayatollah Hoessein-Ali Montazeri gedoodverfd als de opvolger van Khomeini, maar deze werd in 1988 door zijn prowesterse uitspraken in diskrediet gebracht. Ayatollah Ali Khamenei werd de nieuwe geestelijke leider.
Khomeini ligt begraven ten zuiden van Teheran. Rondom zijn graf is een mausoleum gebouwd, waar moslims komen bidden. De torens van dit mausoleum zijn 91 m hoog, een verwijzing naar zijn leeftijd in maanjaren volgens de Islamitische kalender. Het complex is gelegen op Behesht-e Zahra, naast de martelarenbegraafplaats van Teheran, waar 500.000 militairen (de jongste tien jaar oud) liggen, die gesneuveld zijn in de Irak-Iran oorlog.

## Trivia
- Khomeini werd in 1979 door het Amerikaanse opinieblad Time tot “Man of the Year” uitgeroepen. Volgens het tijdschrift was hij het gezicht van de islam in de westerse populaire cultuur.
- Khomeini deed een fatwa uitgaan die geslachtsveranderende operaties  toestond. Dat deed hij na een ontmoeting met Maryam Khatoon Molkare, een transvrouw die gedwongen in een psychiatrische inrichting was opgenomen en daar aan een mannelijke hormoonkuur werd onderworpen. Hij was erg geraakt door haar verhaal. Homoseksualiteit is echter strafbaar. In Iran kunnen homo's en lesbiennes daarvoor de doodstraf krijgen. Zij kunnen zelfs van hulpverleners te horen krijgen dat ze transgender zijn en dat een geslachtsveranderende operatie de oplossing zou zijn. Transgenders worden niet zelden gediscrimineerd en/of door hun familie verstoten. Voor hen is prostitutie dan de weg naar levensonderhoud [4].
- Khomeini heeft zich ontpopt tot een massamoordenaar omdat zijn geheime bevelen leidden tot het ophangen van meerdere duizenden personen.

## Galerij

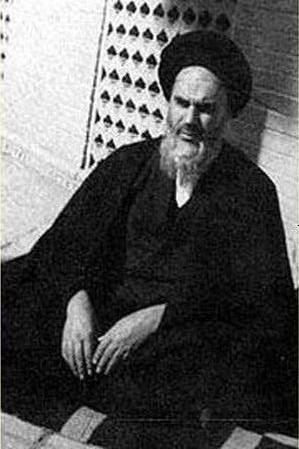
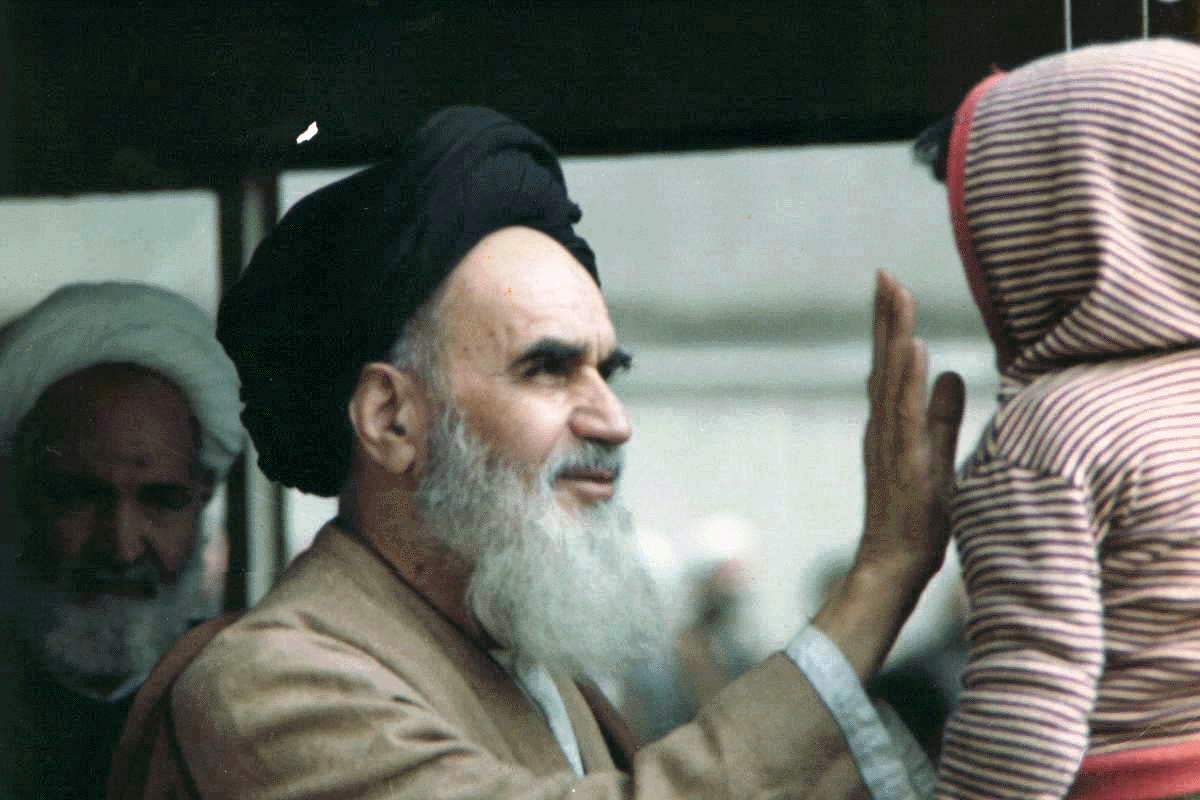
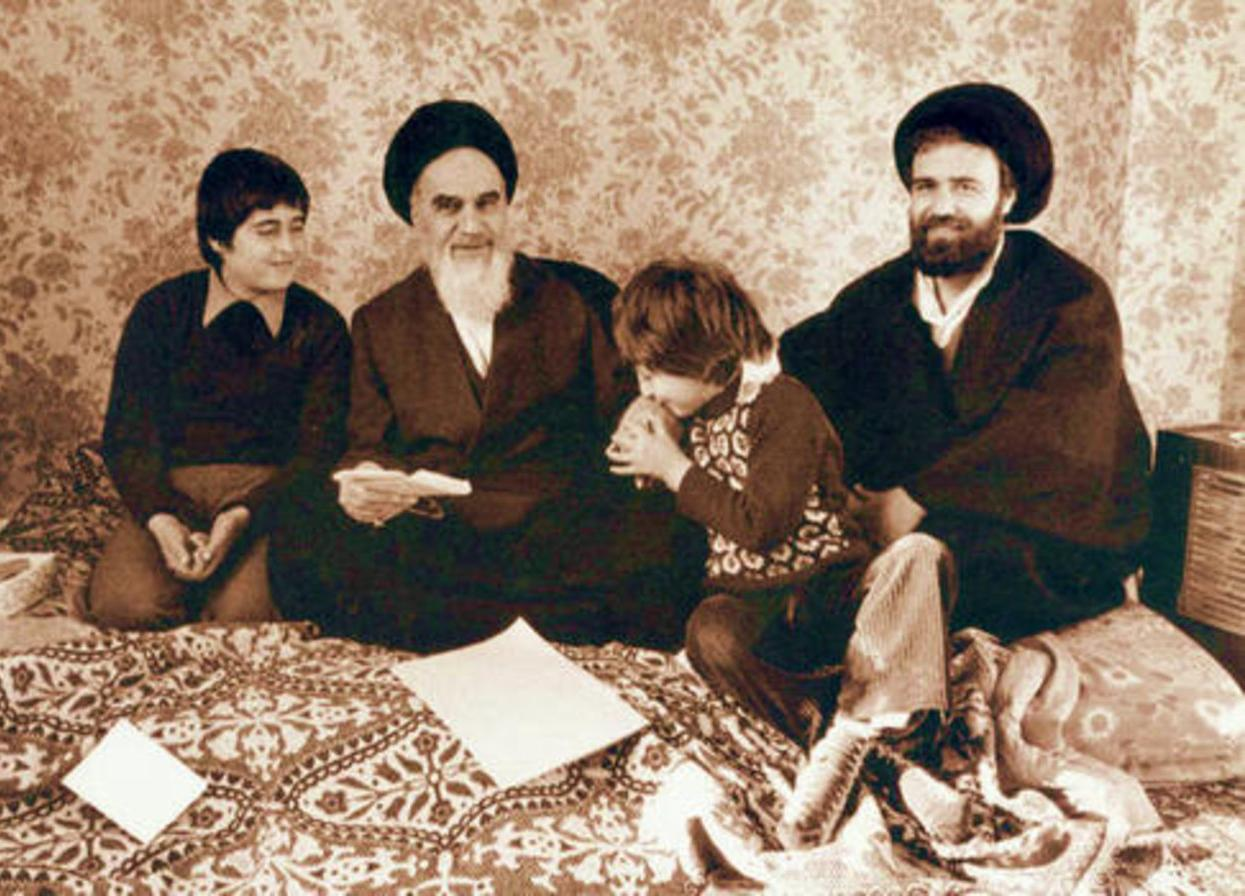
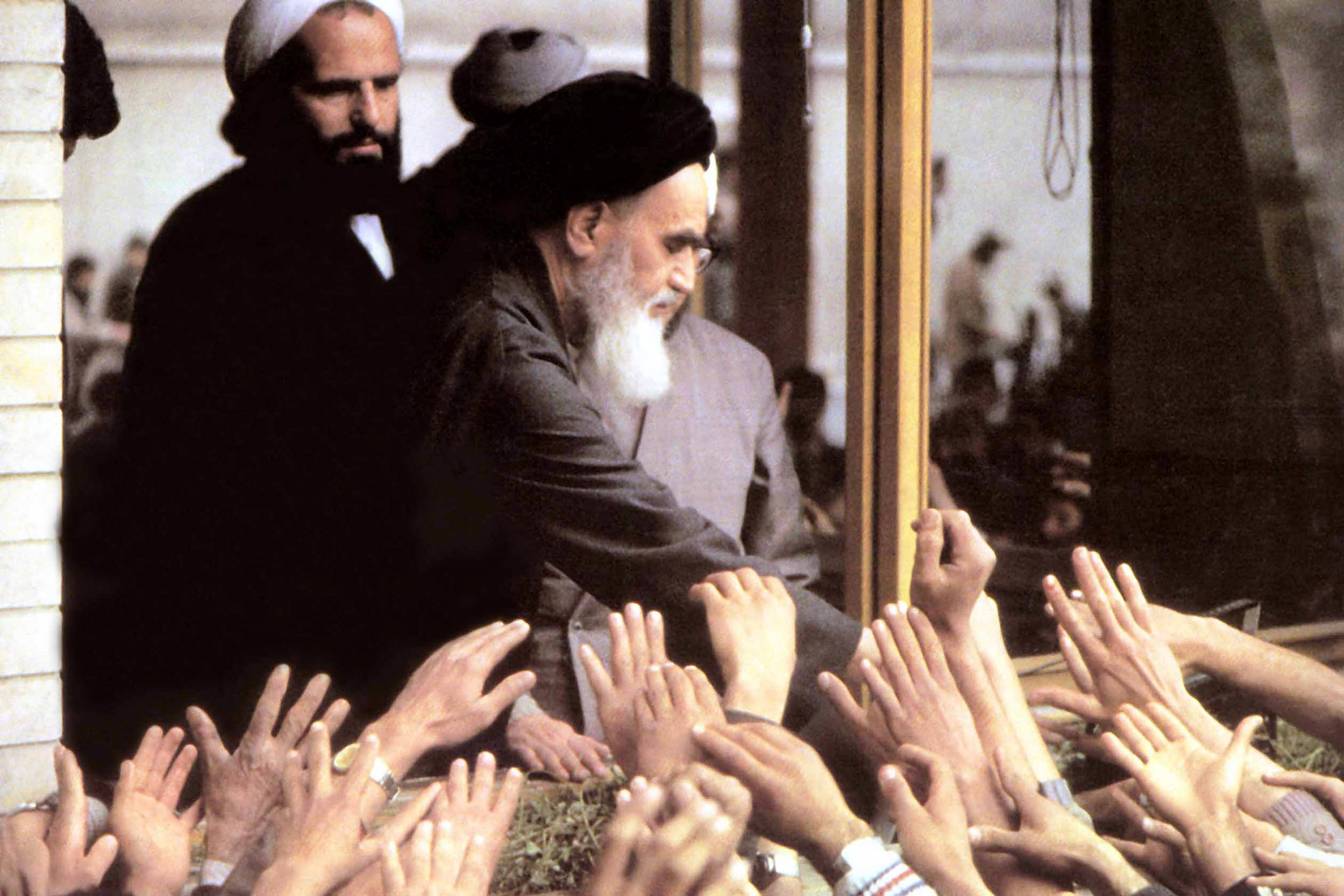
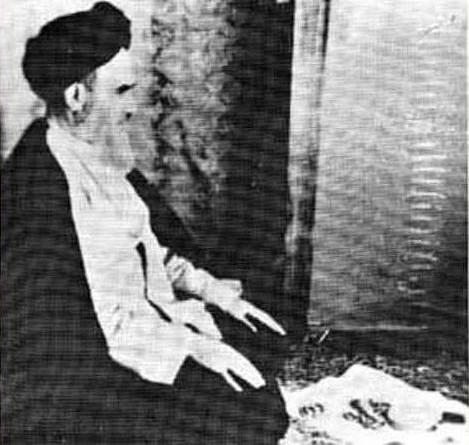